# Orchis à fleurs lâches
Anacamptis laxiflora
Espèce
Classification phylogénétique
L'orchis à fleurs lâches, Anacamptis laxiflora (synonyme ancien : Orchis laxifolia Lam.), est une espèce de plantes à fleurs de la famille des Orchidacées.

## Dénomination
Cet Anacamptis a été nommé laxiflora, du latin laxus, lâche, car les fleurs sont espacées, ce qui forme un épi floral lâche.

## Caractéristiques
C'est une  plante herbacée qui mesure entre 50 et 60 cm. Les feuilles sont réparties le long de la tige. Les fleurs sont rouge-violet. Le labelle, fortement plié, comprend une partie centrale d'un blanc pur.

## Écologie et distribution

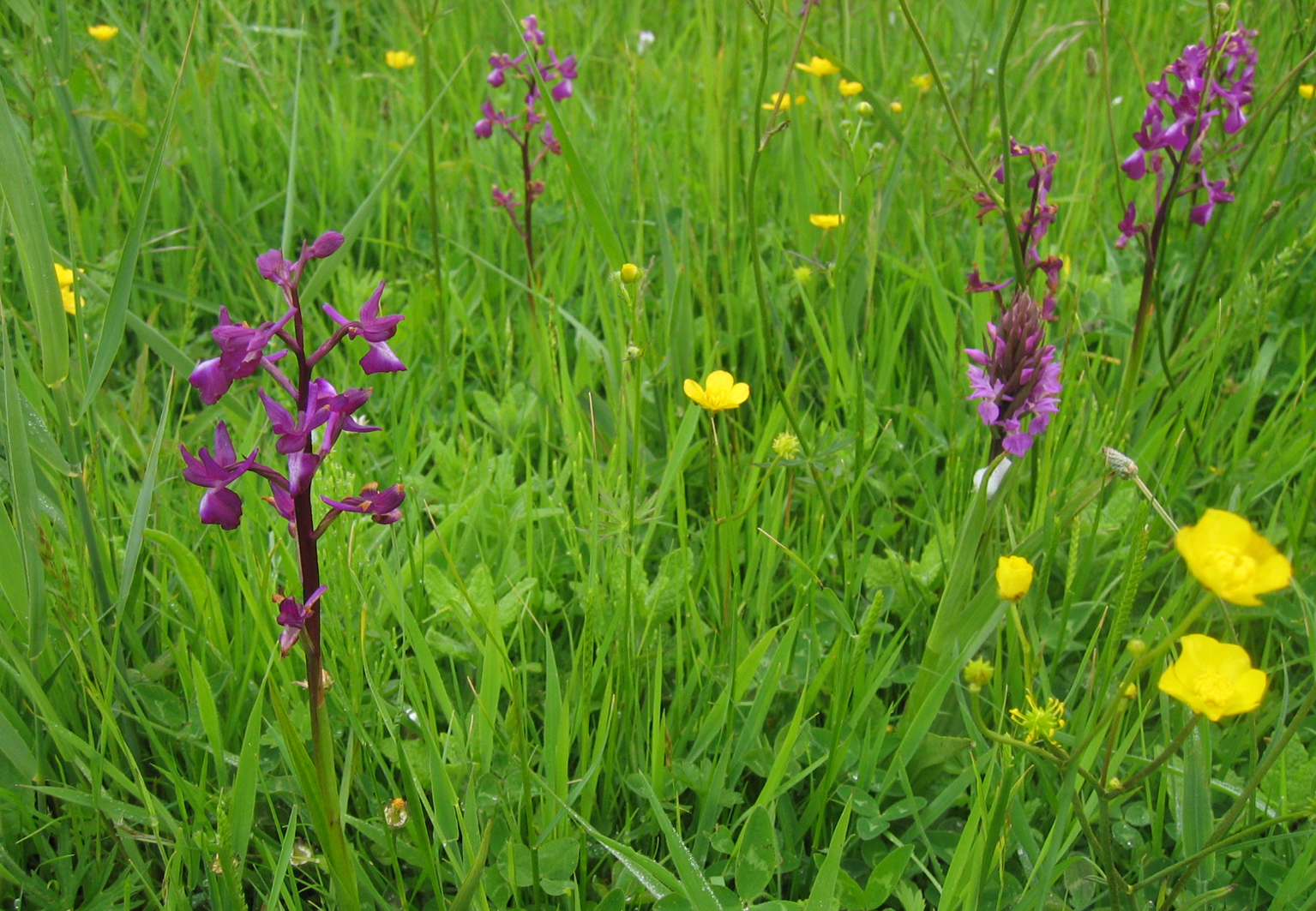
Le Noir Pré sur l'île de Jersey.

Anacamptis laxiflora est présente en Europe et en Asie Mineure. Elle réside dans les prairies humides et c'est en France l'espèce inféodée aux prairies humides la plus commune. Cette plante pousse également dans les îles anglo-normandes, notamment sur l'île de Jersey, dans les marais de la paroisse de Saint-Ouen sous le nom local de "Le Noir Pré".
Elle est présente dans tous les départements de France métropolitaine excepté ceux du Nord-Pas-de-Calais, de l'Île-de-France et du nord-est de la France.
Si elle a pratiquement disparu en Île-de-France, elle reste bien présente et protégée en région Centre. On trouve des stations sur les cordons dunaires du golfe du Morbihan et dans les prairies humides de Poitou-Charentes.

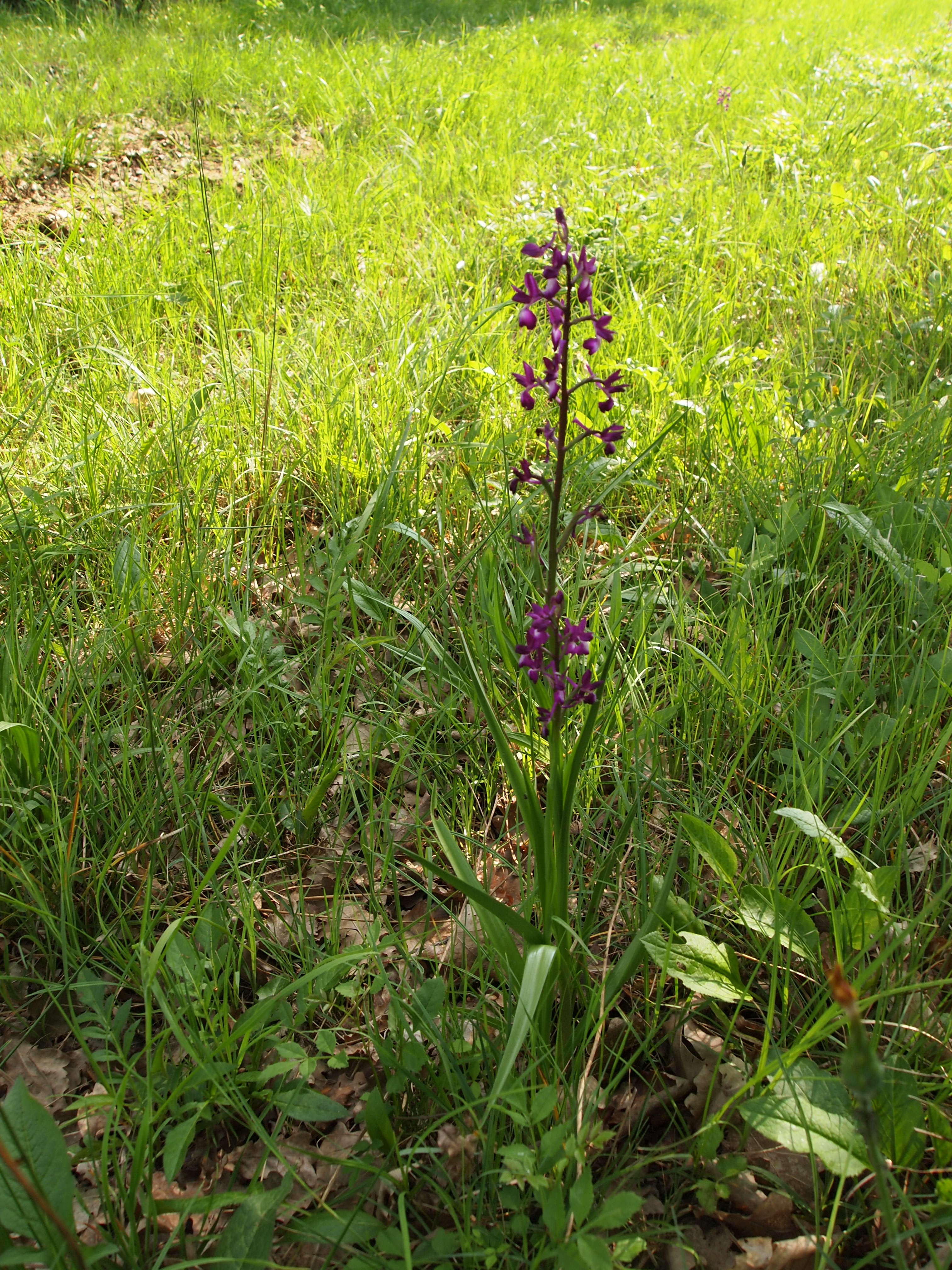
station d'Orchis à fleurs lâches dans une zone humide

## Espèces ressemblantes
Parmi les Anacamptis, l'orchis des marais, (Anacamptis palustris), très rare est de couleur plus claire.

## Hybrides
Anacamptis laxiflora s'hybride avec Anacamptis morio, l'orchis bouffon, ce qui donne Anacamptis × alata qui présente la hauteur et l'aspect lâche de l'orchis à fleurs lâches et les sépales nervurés de vert de l'orchis bouffon.
Anacamptis laxiflora s'hybride aussi avec Anacamptis palustris qui est très rare.

## Protection
En France, cette espèce est protégée au niveau régional en Aquitaine, dans le Centre, en Bourgogne, en Champagne-Ardenne (par l'Arrêté du 8 février 1988), en Franche-Comté, en Provence-Alpes-Côte d'Azur (par l'Arrêté du 9 mai 1994), en Île de France, en Rhône-Alpes (par l'Arrêté du 4 décembre 1990) et Franche-Comté (par l'Arrêté du 22 juin 1992).
annexes
- Liste des espèces végétales protégées dans le Centre
- Liste des espèces végétales protégées en Champagne-Ardenne
- Liste des espèces végétales protégées en Franche-Comté
- Liste rouge régionale de la flore vasculaire d'Île-de-France
- Liste des espèces végétales protégées en Bourgogne
- Liste des espèces végétales protégées en Aquitaine
- Liste rouge régionale des espèces de plantes du Nord-Pas-de-Calais

En Suisse, l'espèce figure sur la liste rouge des plantes.